# Currie Cup 1929
La Currie Cup de 1929 fue la decimosexta edición del principal torneo de rugby provincial de Sudáfrica.
El campeón fue el equipo de Western Province quienes obtuvieron su decimotercer campeonato.

## Sistema de disputa
El torneo se disputó en formato liga donde cada equipo se enfrentó a los equipos restantes, obteniendo 2 puntos por victoria, 1 por empate y 0 por la derrota.

## Clasificación
| Pos. | Equipo                  | Encuentros | Encuentros | Encuentros | Encuentros | Tantos | Tantos | Tantos | Puntos |
| Pos. | Equipo                  | PJ         | PG         | PE         | PP         | F      | C      | Dif    | Puntos |
| ---- | ----------------------- | ---------- | ---------- | ---------- | ---------- | ------ | ------ | ------ | ------ |
| 1.º  | Western Province        | 9          | 8          | 0          | 1          | 188    | 32     | +156   | 16     |
| 2.º  | Transvaal               | 9          | 7          | 0          | 2          | 181    | 83     | +98    | 14     |
| 3.º  | Griqualand West         | 9          | 6          | 0          | 3          | 116    | 76     | +40    | 12     |
| 4.º  | Orange Free State       | 9          | 6          | 0          | 3          | 76     | 53     | +23    | 12     |
| 5.º  | Natal                   | 9          | 5          | 0          | 4          | 101    | 97     | +4     | 10     |
| 6.º  | Border                  | 9          | 5          | 0          | 4          | 78     | 98     | -20    | 10     |
| 7.º  | Eastern Province        | 9          | 4          | 0          | 5          | 87     | 120    | -33    | 8      |
| 8.º  | Western Transvaal       | 9          | 3          | 0          | 6          | 44     | 83     | -39    | 6      |
| 9.º  | North Eastern Districts | 9          | 1          | 0          | 8          | 62     | 200    | -138   | 2      |
| 10.º | South Western Districts | 9          | 0          | 0          | 9          | 32     | 123    | -91    | 0      |

## Campeón
| Bandera de Sudáfrica     |
| Campeón Western Province |
| Décimo tercer título     |